# Сидяк, Виктор Александрович
Виктор Александрович Сидяк (род. 24 ноября 1943, Анжеро-Судженск) — советский спортсмен-фехтовальщик (сабля), четырёхкратный Олимпийский чемпион, семикратный чемпион мира шесть раз в командном и один раз в личном первенстве), обладатель Кубка мира 1972 и 1973 гг., 15-кратный обладатель Кубка Европейских чемпионов, чемпион Универсиады 1970 года, чемпион СССР в личном первенстве 1973 и 1978 гг. Заслуженный мастер спорта СССР (1968).

## Биография
Родился в рабочей семье. Через несколько лет семья перебралась в Донецк, а затем во Львов. Там в 1957 году под влиянием произведений Александра Дюма о трёх мушкетёрах Виктор записался в фехтовальную секцию (первый тренер — Геннадий Галиакбаров). После окончания школы хотел поступить в институт физкультуры, однако его отец-инженер настоял на политехническом институте. Обучение в вузе совмещал с постоянными тренировками, быстро прогрессировал как спортсмен и уже в середине 1960-х был членом сборной команды Украинской ССР, пользовался репутацией неудобного для соперников леворукого саблиста, делающего в поединке упор на атакующие действия. В 1968 году был включён в национальную сборную СССР, которая на Олимпийских играх в Мехико впервые выиграла золотые медали в командном первенстве.
Член КПСС с 1966 года. В 1969 году перешёл в СКА (Минск) и поступил в Белорусский государственный институт физической культуры (окончил в 1973 году).
В 1968 году на Олимпийских играх в Мехико выступил в командном турнире, завоевал свое первое золото Игр, одержав победу в 10 из 13 проведенных боев. В 1972 году на Олимпийских играх в Мюнхене Виктор Сидяк стал первым советским саблистом, выигравшим золотую медаль в личном турнире, присовокупив к этому серебро в командных соревнованиях. На Олимпиаде 1976 завоевал в личном первенстве бронзу. А в командном турнире советские саблисты взяли золото. В последний раз в возрасте 37 лет спортсмен выступил на Олимпиаде-80 в Москве и вновь завоевал золото в командном турнире. Виктор Сидяк привозил золотую медаль с каждых из четырёх Олимпийских игр, в которых принимал участие.
Завершив карьеру, стал тренером. В 1994—2002 годах работал в итальянском клубе «Фидес» (Ливорно), где его учеником был будущий олимпийский чемпион Альдо Монтано.
Вернувшись в Белоруссию, был генеральным секретарём Ассоциации профессионального бокса Белоруссии.
В 2007 году переехал в Россию, где возглавил Международный центр олимпийского резерва при Одинцовском гуманитарном университете.
Входит в число 9 спортсменов, которым удалось завоевать олимпийское золото на 4 и более летних Олимпиадах подряд. Кроме него это удавалось: британскому гребцу Стивену Редгрейву, американским легкоатлетам Альфреду Ортэру и Карлу Льюису, датскому яхтсмену Паулю Эльвстрему, британскому яхтсмену Бену Эйнсли, шведскому гребцу на байдарке Герту Фредрикссону, американскому пловцу Майклу Фелпсу и кубинскому борцу Михаину Лопесу Нуньесу
Награждён орденом Трудового Красного Знамени и медалями «За трудовое отличие» и «За трудовую доблесть».